# Síndrome de Fraley
La síndrome de Fraley és un trastorn en el qual s'obstrueix l'infundíbul superior del calze major superior del ronyó per encreuament d'una branca de l'artèria renal que causa distensió i dilatació del calze, i que clínicament es presenta amb hematúria i dolor renal (dolor en el flanc ipsilateral). El trastorn va ser descrit per primera vegada per l'uròleg Elwin Fraley el 1966 i es pot tractar quirúrgicament, el que podria ser necessari en la malaltia simptomàtica. Una altra possible causa per semblança a la hidronefrosi és la megacalicosi, per als quals la cirurgia es considera apropiada.